# Канівське вище професійне училище
Канівське вище професійне училище — державний навчальний заклад, професійно-технічний навчальний заклад у місті Канів.

## Історія
Училище було створено 1975 року як Канівське професійно-технічне училище № 3 на базі Канівського електромеханічного заводу «Магніт», яке готувало робітників за спеціальностями токар, фрезерувальник, слюсар механоскладальних робіт, газоелектрозварювальник, монтажник радіоапаратури та приладів, майстер сільського будівництва, муляр, маляр-штукатур, електромонтажник, оператор верстатів з числовим програмним керуванням. У квітні 1978 року згідно з рішенням Державного комітету профтехосвіти УРСР навчальний заклад був реорганізований в Канівське професійно-технічне училище № 23. Згідно з наказом МОН України від 16 липня 1990 року № 158 училище було перетворено у Вище професійне училище № 23. Згідно з наказом МОН України від 31 березня 2004 року № 257 училище реорганізовано в Канівське вище професійне училище радіоелектроніки та машинобудування. Згідно з наказом МОН України від 15 травня 2009 року № 414 до складу училища були приєднані ліквідовані Степанецький аграрний ліцей та Бобрицьке професійно-технічне училище № 7, і з того моменту навчальний заклад отримує сучасну назву.

## Структура
Училище має навчальний корпус з лабораторіями та навчальними кабінетами, навчально-виробничі майстерні, спортивний зал, актовий зал на 290 місць, бібліотека, їдальню на 200 місць та гуртожиток на 150 місць. Степанецьке відділення має навчальний корпус з 18 кабінети та 2 комп'ютерними класами, 3 корпуси виробничого навчання (слюсарна майстерня, ремонтна майстерня, пекарня, теплиця овочівництва), автотрактодром, машинно-тракторний парк (24 трактори, 5 комбайнів, 10 автомобілів), спортивний зал, бібліотеку з читальним залом, актову залу на 80 місць, їдальню на 100 місць, гуртожиток на 360 місць.

## Керівники
- 1975—1978 — Касьянов Володимир Платонович
- 1978—1982 — Шекеня Василь Олексійович
- 1983—1986 — Курочкін Олександр Олексійович
- 1986—2001 — Охріменко Віктор Михайлович

## Спеціальності
Ліцей готує робітників за такими спеціальностями:
- на базі повної середньої освіти
  - електромеханік з ремонту та обслуговування лічильно-обчислювальних машин
  - слюсар з контрольно-вимірювальних приладів та автоматики (електромеханіка)
  - оператор з обробки інформації та програмного забезпечення
  - адміністратор
  - паспортист
  - електрозварник ручного зварювання
  - слюсар-електрик з ремонту електроустаткування
  - тракторист-машиніст сільськогосподарського виробництва
  - слюсар з ремонту сільськогосподарських машин та устаткування
  - водій автотранспортних засобів
- на базі загальної середньої освіти
  - слюсар-електрик з ремонту електроустаткування
- на базі кваліфікованого робітника
  - конструювання, виробництво та технічне обслуговування радіотехнічних пристроїв
  - електрозварник ручного зварювання
  - електромонтажник з освітлення та освітлювальних мереж
  - електрозварник ручного зварювання
  - електромонтажник з освітлення та освітлювальних мереж
  - кухар
  - пекар